# 布朗-庫珀山
布朗-庫珀山（英語：Mount Brown-Cooper）是南極洲的山峰，位於麥克羅伯特森地，處於福卡斯特山西南面2公里，屬於查爾斯王子山脈的一部分，由澳大利亞探險隊繪入地圖，現時由南極條約體系管理。